# El polizón del Ulises
El polizón del Ulises es una película española de drama de 1987, dirigida por Javier Aguirre y protagonizada en los papeles principales por Imperio Argentina, Aurora Bautista y Ana Mariscal.
La película está basada en la novela homónima de la escritora Ana María Matute, la cual fue galardonada en 1965 con el Premio Nacional de Literatura Infantil Lazarillo.

## Sinopsis
Tres hermanas solteronas viven aisladas en un caserón hasta que un día aparece misteriosamente un bebé. Deciden quedarse con él y, al cabo de los años, Juju, el bebé, se ha convertido en un niño que ha recibido una triple educación del particular carácter de cada una de sus tías: trabajador, sensible y fantasioso. La aparición de un fugitivo, escapado de una cárcel cercana, complica la tranquila existencia familiar y, sobre todo, afecta al niño. Entre el Polizón (polizón del barco imaginario que el niño tiene construido en el desván) y Juju nace una peculiar amistad, ya que el niño desea escapar con Polizón para descubrir el mundo y ver el mar.

## Reparto
| Actor                  | Personaje |
| ---------------------- | --------- |
| Imperio Argentina      |           |
| Patxi Barko            |           |
| Aurora Bautista        |           |
| Eugenio Luis Berdonces |           |
| Mikel Garmendia        |           |
| Aizpea Goenaga         |           |
| Rogelio Ibáñez         |           |
| Ana Mariscal           |           |
| Rafael Mendizábal      |           |
| Teresa Pro             |           |
| María Reyes Arias      |           |
| Paco Sagarzazu         |           |
| Daniel Trepiana        |           |